# FISINT
FISINT, sigla para Foreign Instrumentation Signals INTelligence é o termo usado, principalmente em inglês, para descrever a inteligência, no sentido de informações, como em serviço de inteligência, obtida através da monitoração de comunicações não-humanas do inimigo, como sistemas de rádio comando e sistemas Friend or Foe.